# Derolus abaii
Derolus abaii es una especie de escarabajo longicornio del género Derolus, tribu Cerambycini, subfamilia Cerambycinae. Fue descrita científicamente por Holzschuh en 2009.

## Descripción
Mide 20,7 milímetros de longitud.

## Distribución
Se distribuye por Irán.